# Hans Behem
Hans Behem, Beham, Behaim (ur. ok. 1480 w Norymberdze, zm. 1533 w Krakowie) – niemiecki ludwisarz w służbie króla Zygmunta Starego.
Czynny w Norymberdze od około 1498 roku, zajmował się głównie odlewaniem dział, rzadziej pracował nad dzwonami. Prawdopodobnie od 1518 roku w Krakowie, dwa lata później wykonał dzwon Zygmunt. Od 1522 roku aż do śmierci serwitor, zwierzchnik królewskich puszkarzy oraz arsenału, starszy nad armatą.

## Życiorys

### Pochodzenie
Urodził się około 1480 roku, był młodszym synem Hansa Behema (Behaima) Starszego (zm. 1498), kowala czy też kotlarza. W wieku około osiemnastu lat przejął po nim warsztat. Zapewne początkowo zajmował się fachem ojca, by później poświęcić się ludwisarstwu i puszkarstwu.

### Działalność w Niemczech
Norymberga była wówczas wiodącym ośrodkiem tych rzemiosł, przyciągającym zamówienia z całej Europy. Behem zajmował się głównie odlewaniem dział i kul armatnich. Już w latach 1501–1502 sprzedawał lufy armatnie do Bambergu, zaś w 1506 roku nawiązał kontakty handlowe z księciem Fryderykiem saskim. Między rokiem 1506 a 1507 pracował w Torgau, o czym świadczą rozliczenia z bankierem Hansem Leinbachem. Następnie w 1508 roku wykonał kilka dział dla hrabiego von Mansfelda. Sporadycznie zajmował się odlewaniem dzwonów. Jeden, stosunkowo duży, odlał wspólnie ze swym bratankiem, Sebaldem Behaimem Starszym, dla fary w Bayreuth (1511). Między rokiem 1514 a 1515 prowadził negocjacje dotyczące kolejnych dział dla Bambergu, w ciągu następnych dwóch lat figurował w bamberskich księgach miejskich.

### Działalność w Polsce
W 1517 roku dostarczył do Krakowa 35 bombard o łącznej masie 290 cetnarów. Od tego czasu pojawiał się w księgach miejskich stolicy Królestwa Polskiego (notowany jako Hannes Behem boxe magister lub Meister Hans Buchsergisser). Prawdopodobnie przeniósł się do tego miasta w następnym roku. Decyzja o osiedleniu się w Krakowie mogła być podyktowana nadzieją na uzyskanie licznych zamówień wobec mniejszej konkurencji niż w Norymberdze, jak również oczekiwaniem większego szacunku w nowym mieście, z racji uznania jakim cieszyli się norymberscy rzemieślnicy w Polsce. Jednym z jego pierwszych zleceń było zapewne wykonanie dzwonu dla kościoła św. Małgorzaty w Raciborowicach, znajdującego się pod patronatem kapituły katedralnej. Ten niesygnowany obiekt, zachowany do dziś, uznaje się za jego dzieło na podstawie cech stylistycznych (motywów ornamentacyjnych, przerywników między wyrazami i antykwowej majuskuły napisu).
Być może za sprawą protekcji Jana Bonera lub polecenia kapituły Behem zwrócił na siebie uwagę dworu królewskiego. Mogło o tym zadecydować również zainteresowanie króla norymberskim rzemiosłem artystycznym. W 1520 roku pełnił funkcję starszego nad armatą w trakcie wojny polsko-krzyżackiej. W tym samym roku zlecono mu odlanie dzwonu Zygmunt dla katedry krakowskiej, ufundowanego przez monarchę. Behem zakończył pracę nad nim w drugiej połowie tego roku i zapewne obserwował całość prac nad jego zawieszeniem między 9 a 13 lipca 1521 roku. Ludwisarz umieścił swoją sygnaturę na dzwonie w dwóch miejscach. Po jednej stronie płaszcza, pod plakietą ze św. Zygmuntem, znalazł się napis antykwą w języku niemieckim – „HANS BEHAM VON NVRMBERG” – przedzielony jego gmerkiem, wyobrażającym trójlistną koniczynę, względnie krzyż wsparty na półksiężycu o zwieńczeniu w formie trójlistnej koniczyny. Z kolei pod plakietą ze św. Stanisławem umieszczono napis łaciński, tym samym krojem pisma i również przedzielony gmerkiem – „IOANNES BOHEMVS DE NVREMBERGENSIS”. O ile okazały gmerk (17,5 cm wysokości, dwa razy większy od królewskich herbów) był oryginalnym elementem zdobienia dzwonu, to niemiecka i łacińska sygnatura powstały później, zostały w nieznanym czasie wyrzeźbione za pomocą dłuta i odstają stylistycznie od odlanej dekoracji dzwonu (krzywe linie marginesów, brak płaskości zagłębień, słabe odwzorowanie niektórych liter). Prawdopodobnie sam ludwisarz nie miał wiele wspólnego z ich wykonaniem, jego nazwisko zostało zresztą zapisane w formie, której raczej nie używał.
Świetne wykonanie tego zlecenia umocniło pozycję Behema, który 12 marca 1522 roku został przyjęty na służbę królewską. Ciesząc się statusem serwitora, był przełożonym królewskich ludwisarzy i zwierzchnikiem arsenału. Po pięciu latach, 27 listopada 1527 roku, Seweryn Boner, działając w imieniu monarchy, odnowił z nim kontrakt na następne dziesięć lat. Behem w myśl umowy otrzymywał rocznie 200 florenów żołdu i był zwolniony z miejskich podatków. Cieszył się szczególnym uznaniem monarchy, na polecenie którego ludwisarzowi zbudowano osobne mieszkanie na Wawelu. W kontrakcie Behem wyraził życzenie pozostania do końca życia w Krakowie, co jednak było uzależnione od woli władcy. Para królewska, Zygmunt Stary i Bona, odwiedziła go 18 grudnia 1524 roku w ludwisarni krakowskiej, gdzie powstał również dzwon, by przyjrzeć się odlewanym tam działom. Był to moment wzmożonego zainteresowania dworu kwestią dozbrojenia wojsk, po najazdach turecko-tatarskich na Podole w lecie tego roku.
Behem do śmierci pozostał w służbie królewskiej. Zmarł najprawdopodobniej w 1533 roku, bowiem w księgach miejskich pod datą 21 maja tego roku, jego żona, Elżbieta z domu Rossner, została wpisana jako wdowa, potwierdzająca objęcie spadku.

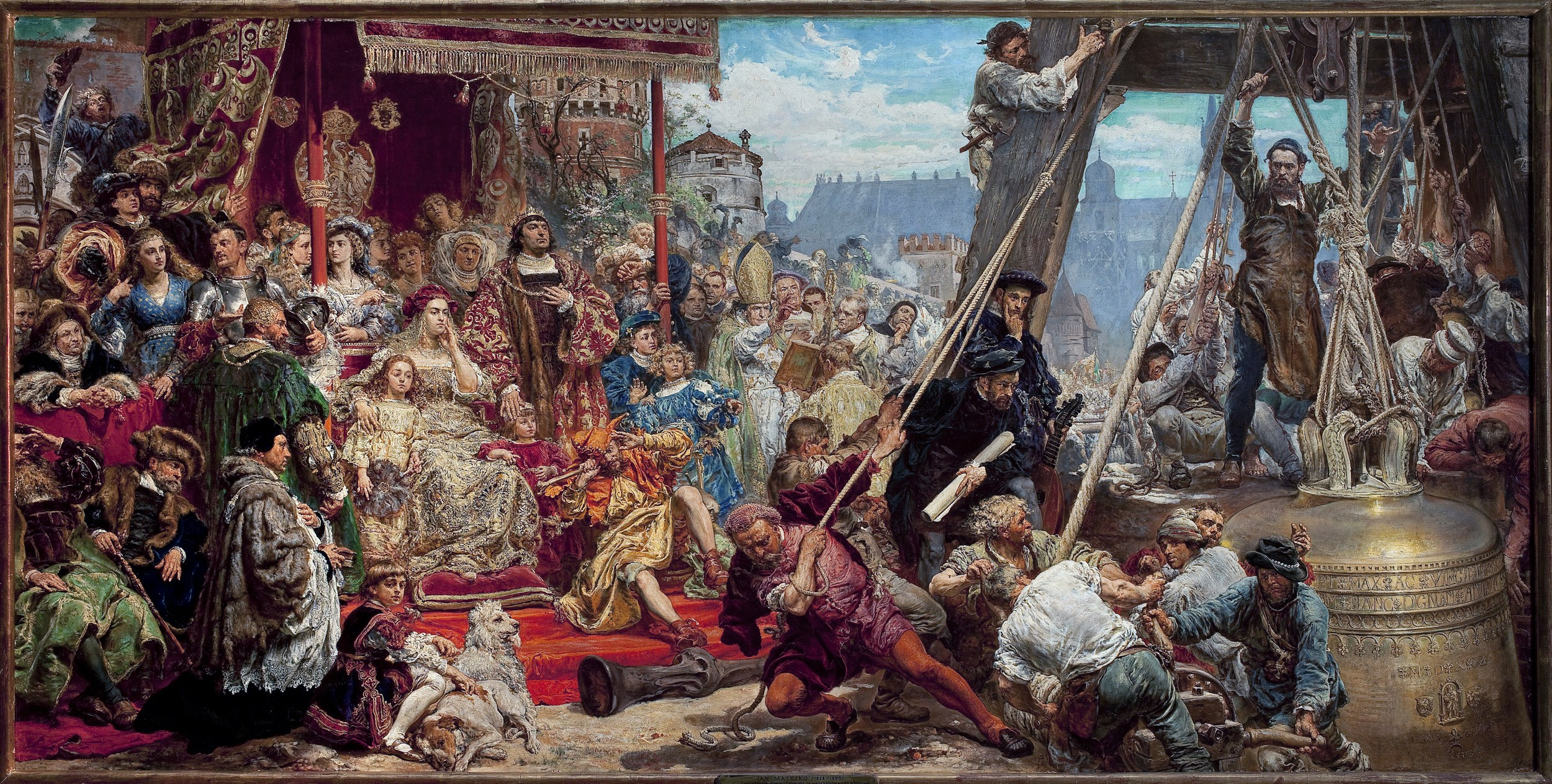
Jan Matejko, Zawieszenie dzwonu Zygmunta (1874)

## Obraz Matejki
Jan Matejko umieścił postać Behema na swoim obrazie Zawieszenie dzwonu Zygmunta. Przedstawił go w prawej części płótna, odzianego w skórzany fartuch, gdzie dominuje pośród grupy rzemieślników podnoszących dzwon. Zdaniem Mieczysława Porębskiego postacie ludwisarza i króla są głównymi bohaterami tego obrazu.